# NGC 4395

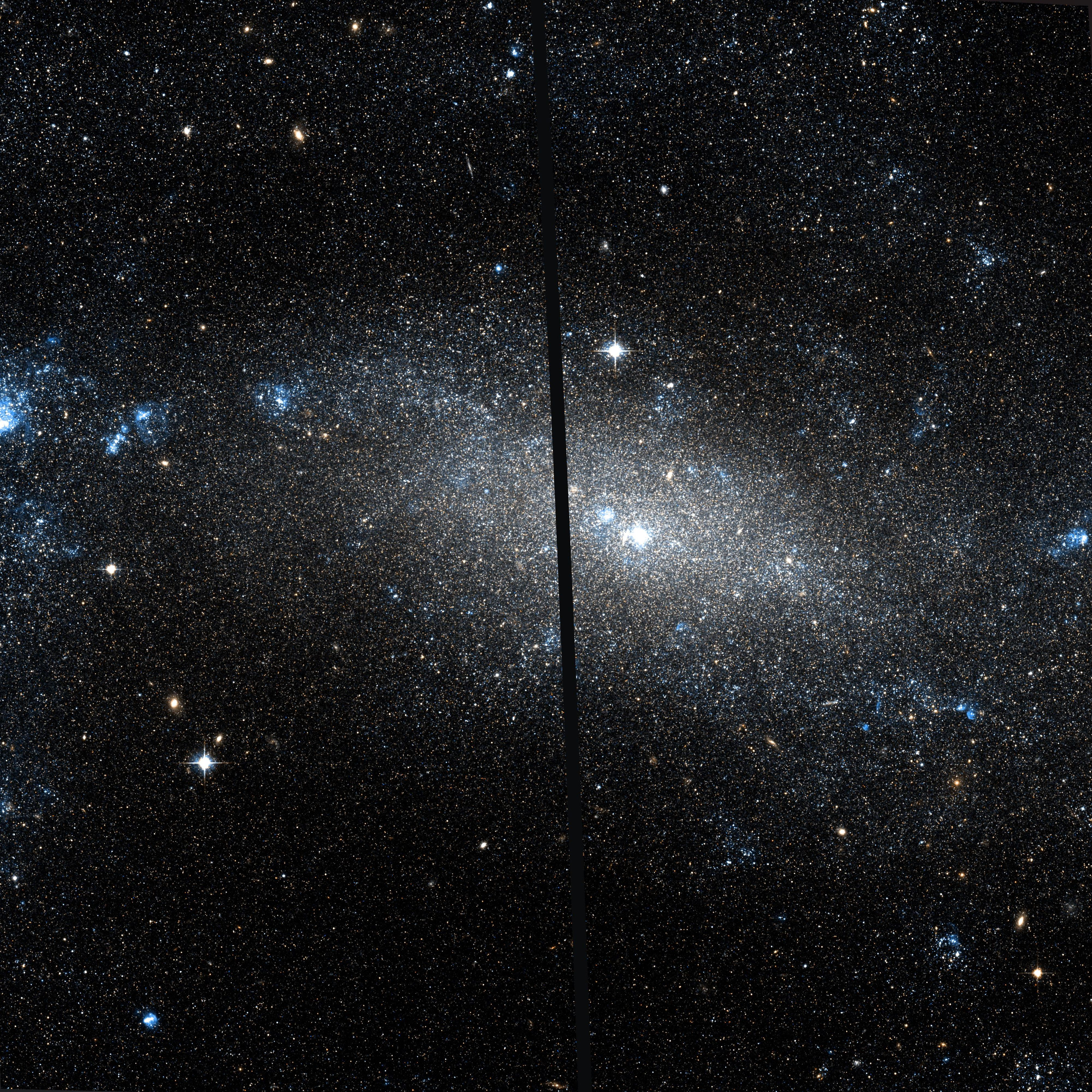
哈伯太空望遠鏡拍攝的NGC 4395。

NGC 4395是一個低表面亮度螺旋星系有著直徑大約8&prime 的暈。從它的西北到東南，有幾個較寬闊的區域有著較高的亮度，最亮的區域在最遠的東南方。由東向西有三個明亮的綴片：NGC 4401、4400、4399。
NGC 4395最受到注目的是它擁有迄今所發現最小的黑洞，在核心的黑洞只有360,000太陽質量。而这个星系的哈勃形态学分类是一个非常晚型的盘状星系，没有bulge成分。这是第一个没有bulge成分却发现有超大质量黑洞的星系。這個黑洞是在1989年發現的，並且曾經被斷言質量在55,000至65,000太陽質量之間。最新的估計雖然五倍於當初估計的大小，但仍遠低於同類天體 (星系) 中的黑洞。它之所以如此小，可能是環繞在他周圍的空間只有少量的物質能加入它的體積內。事實上，在他周圍的空間是毫無星星的，所以它在"飢餓"之下無從增長它的尺度，因而不同於其他相似的黑洞。